# R.E.H. Westendorp Boerma
Roelf Everhard Herman Westendorp Boerma (Blija, 28 augustus 1911 - 10 februari 1983), broer van de historicus J.J. Westendorp Boerma, was een Nederlands latinist en hoogleraar Latijn aan de Rijksuniversiteit Groningen van 1955-1976.
R.E.H. Westendorp Boerma studeerde Klassieke Taal- en Letterkunde te Groningen, was daarna van 1939-1940 leraar aan het Praedinius Gymnasium te Groningen, vervolgens tijdens de Tweede Wereldoorlog aan het Gymnasium Celeanum te Zwolle, en daarna weer (1946-1955) aan het Praedinius Gymnasium te Groningen. In 1955 werd hij benoemd tot hoogleraar Latijn in Groningen als opvolger van Pieter-Jan Enk, bij wie hij in 1949 was gepromoveerd op de deels aan Vergilius toegeschreven Catalepton-gedichten, een verzameling van achttien korte, epigram-achtige, gedichten, onderdeel van de zogeheten Appendix Vergiliana. Veertien jaar later publiceerde hij hierop een vervolg. De laatste jaren van zijn leven werkte hij mee aan de Groningen Commentaries on Apuleius, het project dat resulteerde in de meerdelige, becommentarieerde uitgave van de Metamorfosen van Apuleius.

## Publicaties (selectie)
- 1949: P. Vergili Maronis libellus qui inscribitur Catalepton. Tekst met voorwoord en uitgebreid commentaar (in het Latijn) van de aan Vergilius toegeschreven Catalepton. Eerste deel. Proefschrift.
- 1955: Vergilius. Rede uitgesproken bij de aanvaarding van het ambt van hoogleraar aan de Rijksuniversiteit te Groningen.
- 1963: P. Vergili Maronis libellus qui inscribitur Catalepton. Tweede deel, vervolg van het proefschrift.
- 1958: Vergil's debt to Catullus in: Acta classica., Vol. 1 (1958), p. 51-63.
- 1959: Schooluitgave van Plautus' Menaechmi. Latijnse tekst met (Nederlandstalige) inleiding en aantekeningen.
- 1970: Schooluitgave Vergilius' Aeneis[2]. Eerste deel, boek I-VI. Latijnse tekst met (Nederlandstalige) inleiding en aantekeningen.
- 1971: Où en est aujourd’hui l’énigma de l’Appendix Vergiliana? in: Bardon, Henry, Verdière, Raoul (edd.): Vergiliana. Recherches sur Virgile. Roma Aeterna 3, 386-421.
- 1972: Schooluitgave van Plautus' Aulularia. Latijnse tekst met (Nederlandstalige) inleiding en aantekeningen.
- 1973: Schooluitgave Vergilius' Aeneis. Tweede deel, boek VII-XII. Latijnse tekst met (Nederlandstalige) aantekeningen.
- 1977: Apuleius: Metamorphoses Book IV, 1-27. Text, introduction and commentary. (Samen met B.L. Hijmans, R. Th. van der Paardt, E.R. Smits en A.G. Westerbrink.).
- 1981: Apuleius: Metamorphoses Books VI, 25-32 and VII. Text, introduction and commentary. (Samen met B.L. Hijmans, R. Th. van der Paardt, V. Schmidt en A.G. Westerbrink.).
- 1985: Apuleius: Metamorphoses Book VIII. Text, introduction and commentary. (Samen met B.L. Hijmans, R.Th. van der Paardt, V. Schmidt, V.C. Settels, B. Wesseling en A.G. Westerbrink.).

## Voetnoten
1. ↑  Westendorp Boerma's commentary is a monument of patient industry and sincere search for the truth. John Richmond over Westendorp Boerma's proefschrift en het vervolg daarop, in: Aufstieg und Niedergang der römischen Welt, II, 31, 2. blz. 1142.
2. ↑  Zesde druk naar de oorspronkelijke uitgave van J. van der Vliet en Jakob Mehler.